# La Chapelle-des-Marais
La Chapelle-des-Marais è un comune francese di 3 737 abitanti situato nel dipartimento della Loira Atlantica nella regione dei Paesi della Loira.

## Società

### Evoluzione demografica
Abitanti censiti